# 中部新報
中部新報（ちゅうぶしんぽう）は、かつて愛知県碧南市に本社を置く株式会社中部新報社で発行されていた新聞（地域紙）。
1959年（昭和34年）2月15日創刊。2004年（平成16年）9月30日休刊。サイズはブランケット判。刊行頻度は日刊、週3回刊、週2回刊と変遷した。主として碧南市と高浜市の情報を扱っていた。事件に関する記事は少なく、市政ニュース、地域生活、文化、スポーツなどが中心だった。販売に関しては中日新聞の販売店に委託していた。中部新報のマークは真実、正義、愛情を表す3本のペンである。

## 歴史

### 創刊と中村主幹時代

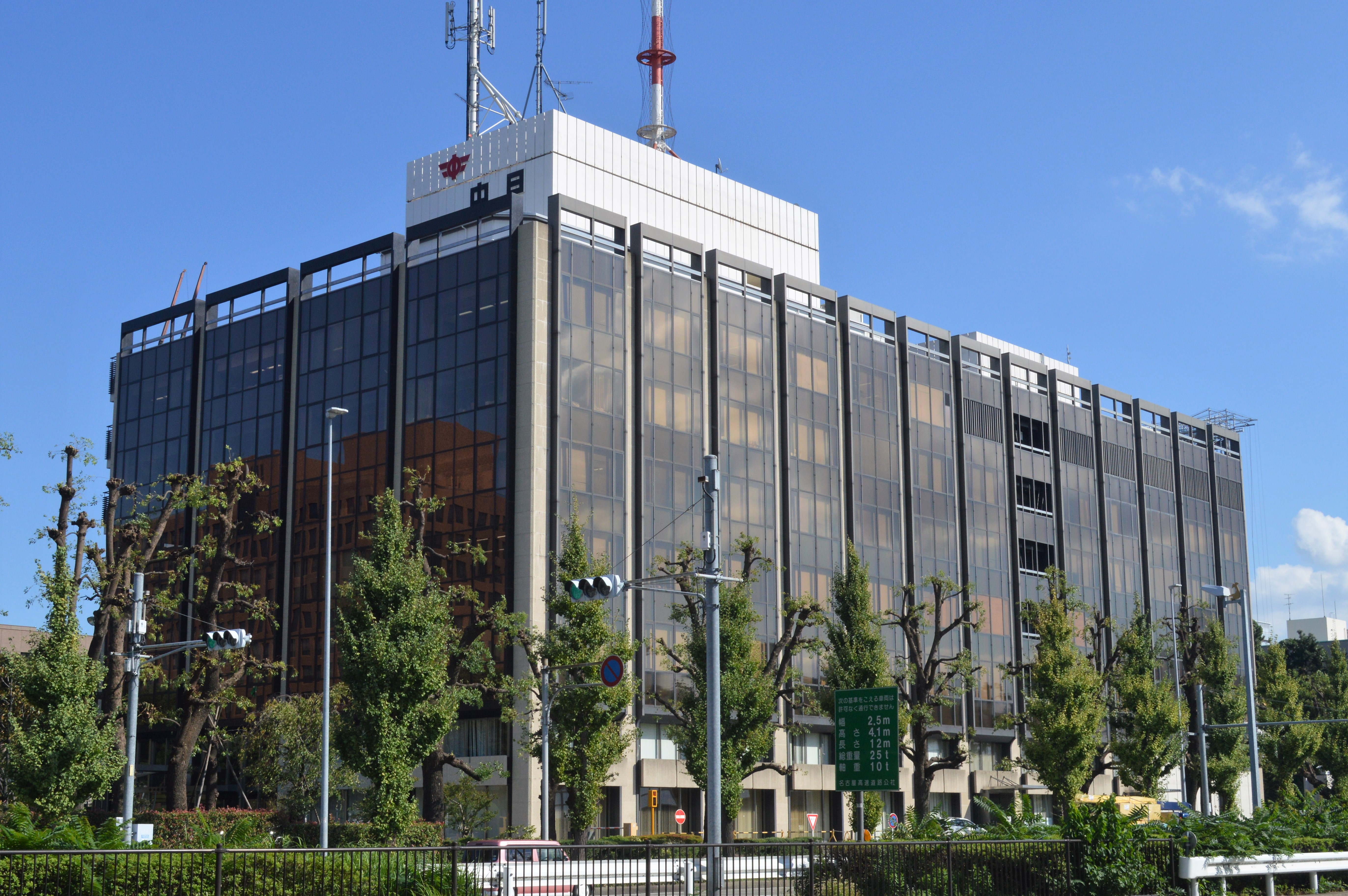
中村清一郎がいた中日新聞社

中日新聞社で事業部長や人事部長をしていた中村清一郎によって、碧南市に中部新報社が設立された、1959年（昭和34年）2月14日夜に第1号を印刷、2月15日に『中部新報』が創刊された。
当時の碧南市では衆議院議員の中野四郎と愛知県議会議員の杉浦喜市が派閥抗争を繰り広げ、碧南市議会は荒れていて住民の声が届かなかったため、中村はペンの力で住民の声を拾い上げようとしたのである。なお、『碧南市史』は創刊時の名称が文化新聞だったとしている。創刊日の5日前にはPR版として1万部を無料配布している。創刊当初は週6日発行の日刊紙であり、20人近くの社員がいた。同年9月の伊勢湾台風では印刷機が水浸しになったが、ガリ版刷りに切り替えて日刊を継続した。

創刊4周年を報じる記事（1963年2月15日）

1962年（昭和37年）時点の中部新報社の所在地は碧南市字出崎17であり、代表者は星野省一だった。1964年（昭和39年）には中部新報の創刊5周年を記念して、社会に貢献した人物を対象とする緑光賞（グリーンライト賞）が創設された。1966年（昭和41年）秋には中部新報の紙面で青柳史郎碧南市長の連載「つれづれ談義」が開始されている。1968年（昭和43年）時点で、碧南市における『中部新報』の推定普及率は23%だった。創刊10周年を迎えた1969年（昭和44年）には、中野四郎、中垣國男、浦野幸男、太田一夫という4人の衆議院議員が列席した記念式典が挙行された。

### 坂田社長時代

映画上映作品案内

1971年（昭和46年）8月8日に中村清一郎主幹（実質的には社長）が癌で死去すると、中村の言付けによって坂田佳代が中部新報社の社長に就任した。当時の中部新報社には約500万円の借金があり、社会保険料も滞納するほどの財政難にあった。中村の死去によって記者は坂田ひとりとなったが、8か月後には新たな記者が入社した。
1974年（昭和49年）には中部新報の創刊15周年を迎え、3月末には社屋を碧南市道場山町に移転させた。中部新報は碧南市と高浜市を主な管轄範囲としていたが、1976年（昭和51年）には刈谷市に刈谷支局を開設した。1978年（昭和53年）6月22日には1959年（昭和34年）以来の発行号数が5000号に達し、1979年（昭和54年）には創刊20周年を迎え、愛知県立碧南高等学校西側の碧南市栄町4丁目に社屋を新築したことで、同年10月20日には創刊20周年・社屋竣工記念式典を挙行した。なお、同年にはNHKでテレビリポート「町の新聞二十年・碧南中部新報」が放送されている。オイルショック後の1982年（昭和57年）に週3日発行に切り替えた。1985年（昭和60年）1月10日、『毎日新聞』「女の転機図」で坂田の経歴と中部新報の沿革を紹介する記事が掲載された。
1990年（平成2年）には創刊30周年記念事業として、社説である「社内独語」をまとめた坂田の著書『社内独語 おんなひとり地方新聞づくり三十年』を刊行した。1991年（平成3年）時点の中部新報社には7人の社員がおり、記者が社長の坂田も含めて2人、文選工が3人、経理が1人、工務が1人だった。坂田は広告獲得や経営全般も担当し、もう一人の記者は整理・校閲・大組み・製版・印刷・発送も担当していた。週3回の発行であり、表面が主に碧南市、裏面が主に高浜市の2ページである。同年末には16年間務めた記者が退職したため、1992年（平成4年）1月には1か月間休刊し、23歳の新人記者が入社した2月から発行を再開した。長らくオフセット印刷ではなく手刷りで発行していたが、この際には印刷を委託して週3日発行から週2日発行に切り替え、社員を7人から4人に減らした。
1994年（平成6年）時点では週2日発行、表面と裏面の2ページ、購読料は月1300円だった。2004年（平成16年）には唯一の記者だった坂田が脳梗塞で倒れたことで、9月30日の発行号をもって『中部新報』が休刊となった。9月30日の最終号は8167号だった。

### 休刊後
2006年（平成18年）10月には旧中部新報社屋内の印刷作業場に多目的スペース「古毛出留」（こけでる）が整備された。
2009年（平成21年）4月、中部新報社社屋で保存していた1960年（昭和35年）1月1日号から最終号までの約7900号分を碧南市に寄贈した。同年12月から2010年（平成22年）1月には、碧南市藤井達吉現代美術館で中部新報の歴史を振り返る企画展「中部新報展」が開催された。